# Epimidiostomum
Epimidiostomum är ett släkte av rundmaskar. Epimidiostomum ingår i familjen Amidostomatidae.